# Wojna angielsko-hiszpańska (1655–1660)
Wojna angielsko-hiszpańska (1655–1660) Do konfliktu doprowadziły nieporozumienia obu stron w sprawach handlowych. Po zdobyciu przez angielską flotę dowodzoną przez admirała Williama Penna w roku 1655 Jamajki i Santo Domingo Hiszpanie wypowiedzieli Anglikom wojnę. Rok później angielska flota kaperska rozbiła hiszpańską srebrną flotę pod Kadyksem. W roku 1657 Anglicy zawarli sojusz z Francją będącą od 1648 r. w stanie wojny z Hiszpanią. Następnie kardynał Mazarin i dowodzący Anglikami Oliver Cromwell uzgodnili wspólny atak angielsko-francuski skierowany na hiszpańskie Niderlandy. Dnia 14 czerwca 1658 r. na plażach Dunkierki doszło do decydującego starcia, w którym sprzymierzeni rozbili siły hiszpańskie. W wyniku tego starcia Hiszpanie utracili szereg twierdz w Niderlandach na rzecz Anglii. W wyniku zawartego w roku 1670 traktatu pokojowego w Madrycie Hiszpanie uznali panowanie brytyjskie na Jamajce. 

## Działania na morzu
W roku 1655 admirał Robert Blake zablokował port w Kadyksie, a jeden z jego kapitanów Richars Stayner zniszczył większą część hiszpańskiej srebrnej floty. Zdobyto m.in. całkowicie załadowany galeon. Łączne straty Hiszpanów w trakcie tego ataku szacowane są na około 3 mln dzisiejszych Euro. 
W maju 1655 r. inwazyjna flota dowodzona przez admirała Sir Williama Penn seniora (ojca założyciela Pensylwanii) wraz z oddziałami generała Roberta Venablesa zajęła Jamajkę. Dwa lata później gubernator wyspy zaoferował piratom karaibskim port Royal jako bazę wypadową przeciwko Hiszpanom.
Dnia 20 kwietnia 1657 r. admirał Blake zniszczył hiszpańską flotę wojenną składająca się z 16 okrętów w zatoce Santa Cruz na Teneryfie. Sam stracił zaledwie jeden okręt, który dostał się pod silny ostrzał artylerii nadbrzeżnej. Po tej bitwie hiszpańska flota handlowa stała się praktycznie bezbronna i padała łupem blokad angielskich. 
Jeszcze w latach 1657-1658 Hiszpanie próbowali kontrataków z rejonów Kuby i Jamajki, doznali jednak porażek w bitwach pod Ocho Rios i Rio Nuevo. Jedynym niezrealizowanym przez Anglików celem były próby zajęcia wyspy Hispaniola.

## Przymierze z Francją
Po zakończeniu pierwszej wojny angielsko-niderlandzkiej Oliver Cromwell skierował swoją uwagę przeciwko starym nieprzyjaciołom Anglii- katolickiej Francji i Hiszpanii. Cromwell wierzył w siłę protestantyzmu w Europie a Hiszpania jako odwieczny wróg identyfikowana była z agresywną polityką antybrytyjską. W przypadku Francji obawiano się, ze konflikt z nią mógłby wzmocnić dynastię Stuartów w Anglii. Podczas pierwszych lat swojego protektoratu Cromwell prowadził rozmowy z kardynałem Mazarinem, które doprowadziły do zawarcia w marcu 1657 r. układu angielsko-francuskiego skierowanemu przeciwko Hiszpanii. Anglicy zobowiązali się wesprzeć siły francuskie w ich walce przeciwko Hiszpanom na ziemiach Flandrii. Francja wystawiła armię składającą się z 20 000 ludzi, natomiast Anglicy powołali pod broń 6000 ,,czerwonych kurtek,, z New Model Army. Równocześnie flota angielska prowadziła działania przeciwko flamandzkim fortom nadbrzeżnym w Gravelines, Dunkierce i Mardyck. Po zdobyciu Gravelines fort przekazano w ręce francuskie, natomiast Dunkierka oraz Mardyck przypadła w udziale Anglikom. 

## Wojna lądowa we Flandrii
Połączone inwazyjne siły angielsko-francuskie we Flandrii dowodzone były przez francuskiego marszałka Turenne. Armią hiszpańską dowodził Don Juan Jose de Austria nieślubny syn hiszpańskiego króla Filipa. Armię 15 000 Hiszpanów wspierały siły 3000 wiernych królowi Anglików, którzy byli zalążkiem armii inwazyjnej Karola II. Jednym z dowódców tych sił był brat Karola James książę Yorku, późniejszy król Jakub II. 
Flota angielska zablokowała porty flamandzkie, jednak ku niezadowoleniu Cromwella przygotowania do kampanii lądowej przeciągnęły się aż do końca roku i były stale przesuwane. W związku z tym marszałek Turenne latem 1657 r. przerwał działania wojenne przeciwko Hiszpanom w Luksemburgu, zwlekając z atakiem na Flandrię. W międzyczasie flota angielska zajęła port Mardyck dnia 9 września 1657 r. oraz rozpoczęła oblężenie Dunkierki w maju 1658 r. 
Dnia 4 czerwca hiszpańska armia pomocnicza, która miała za zadanie odblokowanie miasta została pobita w bitwie pod Dunkierką (bitwa na wydmach). W walce odznaczył się angielski kontyngent wojskowy, który przypuścił atak na 50 metrowy przyczółek. W końcu po poddaniu się miasta dnia 14 czerwca kardynał Mazarin przekazał miasto w ręce Anglików, pomimo protestów króla Ludwika XIV. Anglicy obiecali królowi jednak respektowanie praw katolickiej ludności miasta. 
Niektóre oddziały angielskie walcząc w szeregach wojsk Turenne, pomogły Francuzom w odzyskaniu Gravelines oraz dwóch innych miast flamandzkich. 

## Pokój
Wojna pomiędzy Francją a Hiszpanią zakończyła się podpisaniem pokoju pirenejskiego w dniu 28 października 1659 r. Po wstąpieniu na tron angielski Karola II podpisano także pokój pomiędzy Anglią a Hiszpanią. Oficjalnie wojna zakończyła się w roku 1660. Dwa lata później Charles odsprzedał Dunkierkę królowi Ludwikowi XIV. Jamajka pozostała kolonią angielską. W roku 1670 przynależność wyspy uznali Hiszpanie. 

## Literatura
- Howat G.M.D: Stuart and Cromwellian Foreign Policy, London 1974
- Korr Charles: Cromwell and the New Model Foreign Policy, London 1975